# Camillo Beccio
Camillo Beccio (1544/1555 – Acqui Terme, 21 aprile 1620) è stato un vescovo cattolico italiano, vescovo della diocesi di Acqui dal 1598 al 1620.

## Biografia
Successore al vescovado acquese del suo concittadino casalese Giovanni Francesco Biandrate di San Giorgio Aldobrandini, nacque nel 1544/1555 da una famiglia originaria di Trino; dopo i primi anni di scuola entrò a fare parte della congregazione del Santissimo Salvatore lateranense di cui nel corso del 1588 diventerà prima vicario generale e poi rettore generale, ruolo che manterrà fino al 1594.
Durante la permanenza a Roma, secondo la ricostruzione di Gregorio Pedroca, avrebbe stretto amicizia con l'annalista Cesare Baronio tramite il quale avrebbe cercato di portare all'attenzione della Santa Sede le prove della santità di Guido d'Acqui senza però riuscire a portare a termine il processo di canonizzazione.
Conclusisi gli impegni con la congrega lateranense, tornò in Piemonte come prevosto nella chiesa di San Pietro a Gattinara e poi come priore a Santa Maria di Crea, ruolo che lasciava il 14 dicembre del 1958 una volta eletto vescovo di Acqui.
I suoi primi anni di episcopato sono un tentativo di mettere ordine a varie questioni amministrative della curia: dopo avere eretto nel 1602 una congregazione di barnabiti destinati alla gestione delle scuole pubbliche della città nel 1603 aggiornava un contratto stipulato nel XIV secolo con i Del Carretto, nel 1609 scomunicava gli amministratori del comune di Acqui per la malagestione del nosocomio creando una frizione che lo portava alla minaccia di dimissioni prima dell'intervento riparatore del duca di Mantova e sempre a inizio secolo contestava la pretesa di casa Savoia che alcuni comuni della diocesi dovessero sottostare a un tribunale a Canelli sottoposto all'egida savoiarda e non alla curia vescovile.
Nel 1609 si segnala anche la consacrazione datata 20 settembre della nuova parrocchia di Rossiglione.
Gregorio Pedroca nelle Solatia Chronologica Sacrosanctae Aquensis Ecclesiae ricorda anche la sua attenzione per le architetture della diocesi: su sua sua iniziativa venne costruito il pronao della cattedrale di Santa Maria Assunta, la foresteria del vescovado e nel 1612 un altare dedicato a San Carlo Borromeo; sempre durante il suo episcopato si conclusero la ristrutturazione del palazzo vescovile e gli stucchi della cattedrale, lavori iniziati dal suo predecessore. 
Negli ultimi anni della sua vita la sua salute cominciava a declinare e con lei i suoi impegni lavorativi. Nel 1618 nel castello di Orsara dettò il suo testamento per poi morire il 21 aprile 1620.

## Genealogia episcopale
La genealogia episcopale è:
- Arcivescovo Filippo Archinto
- Papa Pio IV
- Cardinale Giovanni Antonio Serbelloni
- Cardinale Giovanni Francesco Biandrate di San Giorgio Aldobrandini
- Vescovo Camillo Beccio, C.R.L.